# Wolfgang Heine
Wolfgang Heine, född 3 maj 1861 i Posen, död 9 maj 1944 i Ascona, kantonen Ticino, var en tysk socialdemokratisk politiker.
Heine var först ämbetsman och därefter verksam som advokat. Han anslöt sig 1884 till socialdemokratin, var ledamot av tyska riksdagen 1898-1918 och av nationalförsamlingen i Weimar samt av Preussens Landesversammlung 1919-20.
Han blev efter revolutionen i november 1918 ordförande i Anhalts statsråd (till februari 1919), i december samma år preussisk justitieminister och var mars 1919 till mars 1920 preussisk inrikesminister. Polismyndigheternas maktlösa efterlåtenhet mot Kappkuppens män i mars 1920 föranledde hans avgång, och han invaldes ej i den nya riksdagen, utan återupptog sin advokatverksamhet.
I samband med det nazistiska maktövertagandet 1933 flydde han till Schweiz, där han sedermera avled. Han skrev en mängd politiska och juridiska uppsatser i tidningar och tidskrifter.